# Diseño biofílico

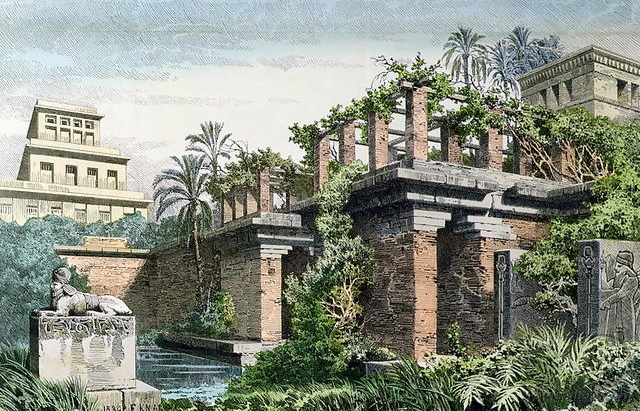
Los Jardines Colgantes de Babilonia

El diseño biofílico es un concepto utilizado en la industria de la construcción para aumentar la conectividad de los ocupantes con el entorno natural, mediante el uso de la naturaleza directa, la naturaleza indirecta y las condiciones del espacio y del lugar. Utilizada tanto a escala de edificios como de ciudad, se argumenta que esta idea tiene beneficios para la salud, el medio ambiente y la economía para los ocupantes de edificios y entornos urbanos, con pocos inconvenientes. Aunque su nombre fue acuñado en la historia reciente, se han visto indicadores de diseño biofílico en la arquitectura de los Jardines Colgantes de Babilonia.

## La hipótesis de la biofilia
La palabra «Biofilia» fue introducida por primera vez por el psicoanalista Erich Fromm quien afirmó, en su libro Anatomía de la destructividad humana de 1973, que la biofilia es el «amor apasionado por la vida y de todo lo que está vivo ... ya sea en una persona, una planta, una idea o un grupo social». El enfoque de Fromm fue el de un psicoanalisista, y lo presentó como un concepto muy amplio, ya que él llamó a la biofilia «un instinto biológicamente normal».
El término ha sido utilizado desde entonces por muchos científicos y, en general, por los filósofos que lo han adaptado a diferentes áreas de estudio. Algunas menciones notables del término biofilia incluyen el libro Biophilia (1984) de Edward O. Wilson, donde adoptó el enfoque de un biólogo y acuñó por primera vez la llamada «hipótesis de la biofilia», popularizando la noción. Wilson definió la biofilia como «la tendencia innata a enfocarse en la vida y los procesos reales», afirmando que un vínculo con la naturaleza no solo es fisiológico (como ya sugirió Fromm), sino que tiene una base genética. La hipótesis de la biofilia es la idea de que los humanos tenemos una necesidad heredada de conectarnos con la naturaleza y otras formas bióticas, debido a nuestra dependencia evolutiva de ella para la supervivencia y la realización personal.
Esta idea es relevante en la vida cotidiana, pues los humanos viajan y gastan dinero para hacer turismo en parques nacionales y reservas naturales, relajarse en la playa, caminar por las montañas y explorar selvas. Además, muchos deportes giran en torno a la naturaleza, como el esquí, el ciclismo de montaña y el surf. Desde la perspectiva del hogar, es más probable que las personas gasten más en casas que tengan vistas a la naturaleza. Los compradores están dispuestos a gastar un 7% más en viviendas con un excelente paisaje, un 58% más en propiedades que miran a espejos de agua y un 127% más en aquellas que están frente al mar. Los humanos también valoran la compañía de los animales. En Estados Unidos, 60,2 millones de personas tienen perros y 47,1 millones tienen gatos.

## Biofobia
Mientras que la biofilia se refiere a la necesidad inherente de experimentar y amar la naturaleza, la biofobia es el miedo heredado del ser humano hacia la naturaleza y los animales. En el caso de la vida moderna, a los humanos les urge separarse de la naturaleza para avanzar hacia lo tecnológico, un impulso cultural donde la gente tiende a asociarse con artefactos humanos, intereses y actividades administradas.
Algunas ansiedades del entorno natural se heredan de las amenazas observadas en la evolución antropocéntrica, lo cual incluye el miedo a las serpientes, las arañas y la sangre. En relación con los edificios, la biofobia se infiere de la aversión al uso de colores brillantes, a las alturas, a los espacios cerrados, a la oscuridad o a los grandes espacios abiertos, lo cual se ha registrado contribuye a la incomodidad de los habitantes.

## Dimensiones
Considerado como uno de los pioneros del diseño biofílico, Stephen Kellert ha creado un marco en el que la naturaleza se utiliza en un entorno construido de una manera que satisface las necesidades humanas. Sus principios están destinados a celebrar y mostrar respeto por la naturaleza, y proporcionar un entorno urbano enriquecedor, es decir, multisensorial. Las dimensiones y atributos que definen el marco biofílico de Kellert se describen a continuación.

### Experiencia directa de la naturaleza

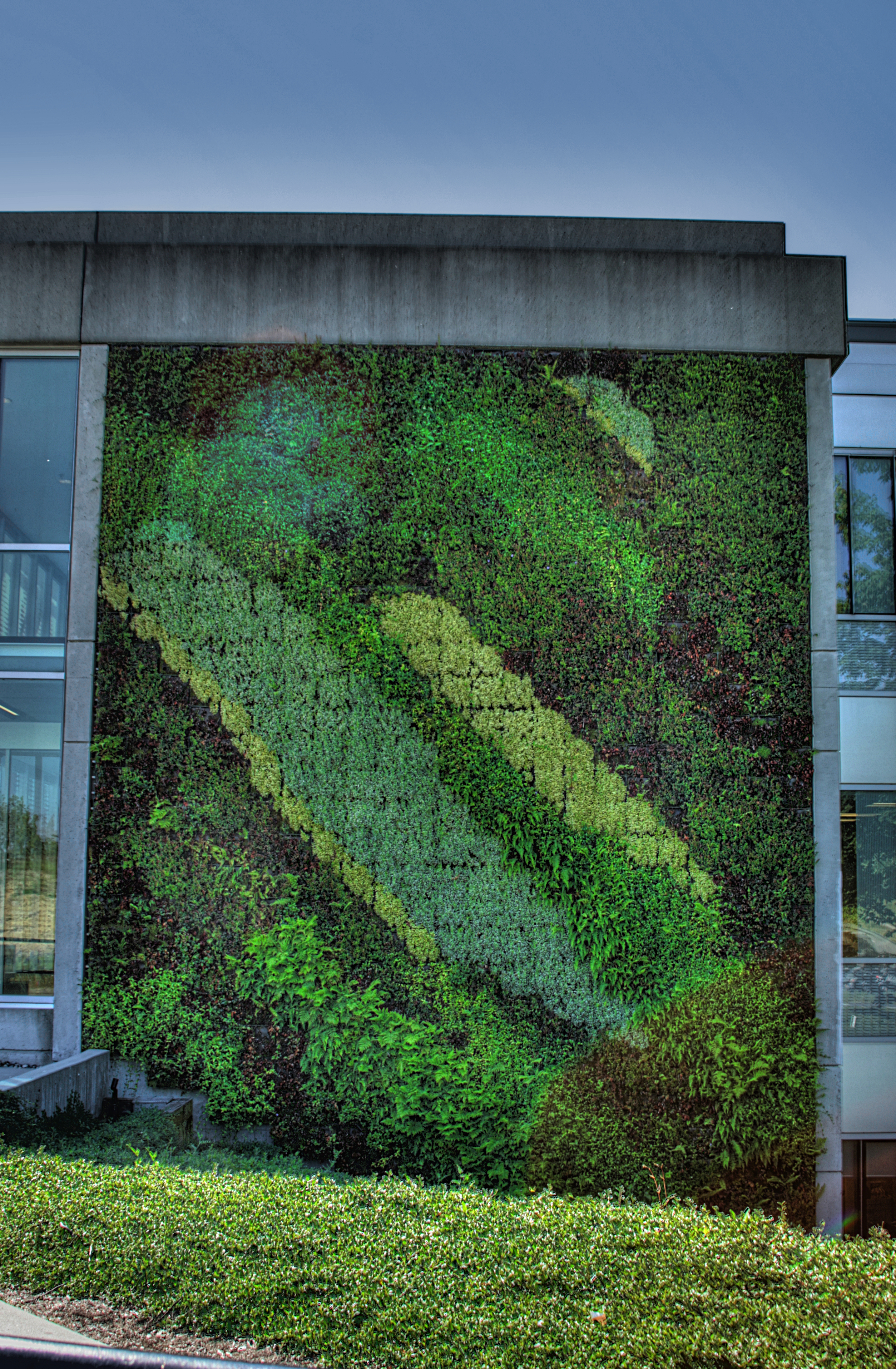
Un ejemplo de muro verde en la Universidad Simon Fraser, Columbia Británica, Canadá

La experiencia directa se refiere al contacto sensorial, tangible, con las características naturales:
- Luz: permite la orientación sobre qué hora del día es, y en qué estación estamos, y contribuye a la orientación y la comodidad; la luz también puede causar patrones y formas naturales, movimientos y sombras. En el diseño, esto se puede aplicar a través de claristorios, materiales reflectantes, tragaluces, vidrio y atrios. Esto proporciona bienestar a los ocupantes.[9]
- Aire: la ventilación, la temperatura y la humedad se sienten a través del aire. Estas condiciones se pueden experimentar mediante el uso de ventanas y otras estrategias pasivas, pero lo más importante es que la variación en estos elementos promueva la comodidad y la productividad de los habitantes de ese espacio.
- Agua: el agua es multisensorial y se puede utilizar en edificios para proporcionar movimiento, sonidos, tacto y vista. En el diseño se puede incorporar a través de cuerpos de agua, fuentes, humedales y acuarios. Las personas tienen una fuerte conexión con el agua y, cuando se usa, puede disminuir el estrés y aumentar la salud, el rendimiento y la satisfacción general.
- Plantas: llevar vegetación a los espacios exteriores e interiores de un edificio proporciona una relación directa con la naturaleza. Esta debe ser abundante, es decir, que se debe hacer uso de paredes verdes o muchas plantas en macetas, y una parte de esa vegetación debe florecer. Se ha comprobado que las plantas aumentan la salud física, el rendimiento y la productividad y reducen el estrés.
- Animales: aunque es difícil de lograr, se puede hacer a través de acuarios, jardines, comederos para animales y techos verdes. Esta interacción promueve el enfocarse, la estimulación mental y el placer.[10]
- Clima: el tiempo atmosférico se puede observar directamente a través de ventanas y espacios de transición, pero también se puede simular mediante la manipulación del aire dentro del espacio. La conciencia del clima significaba en la antigüedad la aptitud y la supervivencia humanas,  y ahora promueve la conciencia y la estimulación mental.
- Paisajes naturales: esto se logra mediante la creación de ecosistemas autosuficientes en el entorno construido. Dada la evolución y la historia humanas, la gente tiende a disfrutar de paisajes tipo sabana, ya que representan la amplitud y la abundancia de vida natural. El contacto con este tipo de entornos se puede realizar a través de vistas o interacciones directas como jardines. Se sabe que estos paisajes aumentan la satisfacción de los ocupantes.
- Fuego: este elemento natural es difícil de incorporar, sin embargo, cuando se implementa correctamente en el edificio, proporciona color, calidez y movimiento, todos los cuales son atractivos y agradables para los habitantes.

### Experiencia indirecta de la naturaleza
La experiencia indirecta se refiere al contacto con imágenes o representaciones de la naturaleza:
- Imágenes de la naturaleza: se ha demostrado que esto es emocional e intelectualmente satisfactorio para los ocupantes. Las imágenes de la naturaleza se pueden implementar a través de pinturas, fotografías, esculturas, murales, videos, etcétera.[9]
- Materiales naturales: la gente prefiere los materiales naturales, ya que pueden estimular la mente. Los materiales naturales son susceptibles a la pátina del tiempo; este cambio estimula respuestas de la gente. Estos materiales se pueden incorporar a los edificios mediante el uso de madera y piedra. En el diseño de interiores se puede usar telas naturales, muebles y cuero.
- Colores naturales: los colores naturales o «tonos tierra», son los que se encuentran comúnmente en la naturaleza y suelen ser tonos tenues de marrón, verde y azul. Al usar colores en edificios, se debería representar estos tonos naturales. Los colores más brillantes solo deben usarse con moderación: un estudio demostró que se que las flores rojas en plantas causaban fatiga y distraían a los ocupantes.[11]
- Simulaciones de luz y aire naturales: en áreas donde no se pueden lograr formas naturales de ventilación y luz, se puede usar el uso creativo de la iluminación interior y la ventilación mecánica para imitar estas características naturales.  Los diseñadores pueden hacer esto mediante variaciones en la iluminación a través de diferentes tipos de iluminación, medios reflectantes y geometrías naturales a través de las cuales la luminaria puede brillar. El flujo de aire natural se puede imitar mediante cambios leves en la temperatura, la humedad y la velocidad del aire.
- Formas naturalistas: las formas y figuras naturales se puede lograr en el diseño arquitectónico, ubicando en las fachadas de columnas y patrones basados en la naturaleza. La inclusión de estos diferentes elementos en los espacios puede convertir un espacio estático en un área compleja intrigante y atractiva.
- Evocar la naturaleza: utilizando características que se encuentran en la naturaleza para influir en el diseño estructural del proyecto. Estas pueden ser cosas que pueden no ocurrir en la naturaleza, más bien son elementos aislados que representan paisajes naturales, como imitar diferentes alturas de plantas que se encuentran en los ecosistemas, o imitar características particulares de animales, agua o plantas.
- Riqueza de información: esto se puede lograr proporcionando entornos complejos, mas no ruidosos, que estimulen la curiosidad y la imaginación de los ocupantes. Muchos ecosistemas son complejos y están llenos de diferentes elementos abióticos y bióticos, por lo que el objetivo de este atributo es incluir estos elementos en el entorno del edificio.
- El cambio y la pátina del tiempo: a la gente le intriga la naturaleza y cómo cambia, se adapta y envejece con el tiempo, al igual que nosotros. En los edificios, esto se puede lograr mediante el uso de materiales orgánicos que son susceptibles a la intemperie y al cambio de color; esto nos permite observar cambios leves en nuestro entorno construido a lo largo del tiempo.  Ejemplo de un fractal natural

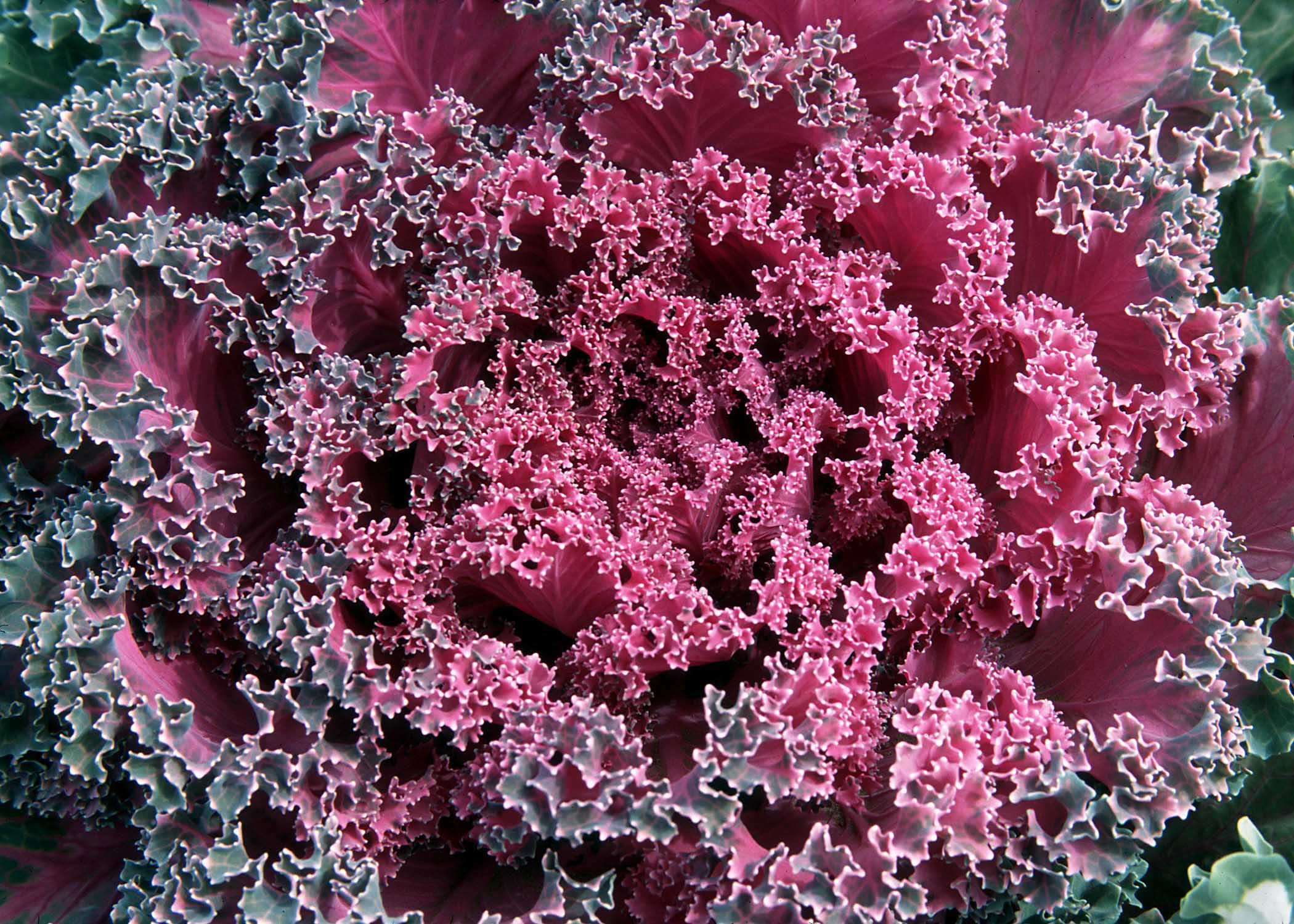
Ejemplo de un fractal natural

- Geometrías naturales: el diseño de fachadas o componentes estructurales puede incluir el uso de patrones repetitivos y variados que se ven en la naturaleza (fractales). Estas geometrías también pueden tener escalas organizadas jerárquicamente y un flujo sinuoso en lugar de ser rectas con ángulos duros.  Por ejemplo, las geometrías naturales de uso común son el patrón de panal y las ondas que se encuentran en el agua.
- Biomimetismo: es una estrategia de diseño que imita los usos encontrados en la naturaleza como soluciones a problemas humanos y técnicos. El uso de estas funciones naturales en la construcción puede atraer la creatividad humana y el pensamiento de la naturaleza.

### Experiencia de espacio y lugar
La experiencia del espacio y el lugar utiliza relaciones espaciales para mejorar el bienestar:

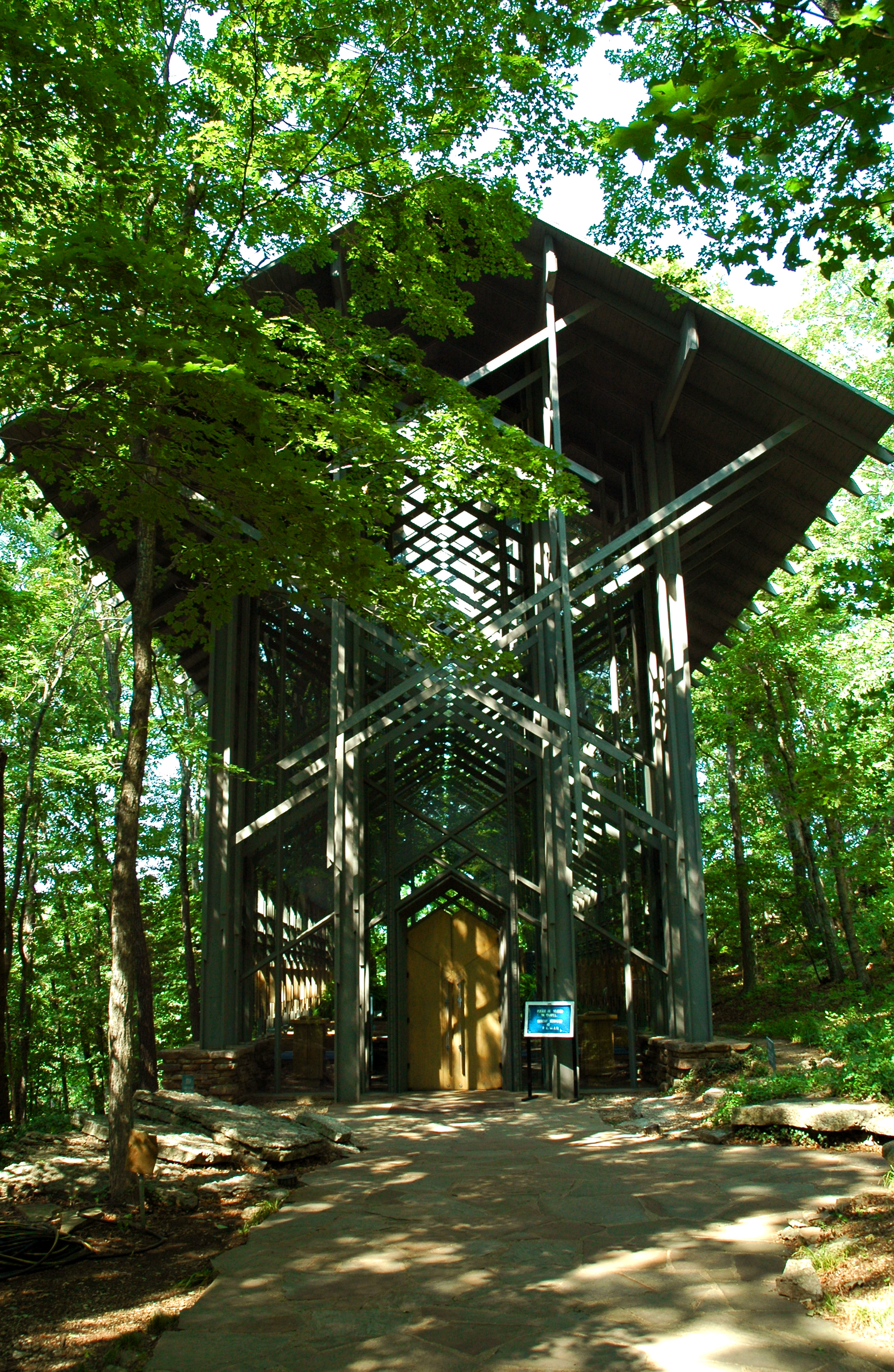
La Thorncrown Chapel se ve a menudo como un modelo de diseño biofílico debido a que tiene las tres experiencias de Kellert

- Perspectiva y refugio: refugio se refiere a la capacidad de los edificios para proporcionar interiores cómodos y enriquecedores (rincones acogedores, iluminación tenue), mientras que la perspectiva enfatiza los horizontes, el movimiento y las fuentes de peligro.[10] Ejemplos de elementos de diseño incluyen los balcones, alcobas, cambios de iluminación y amplitud de áreas (entorno de sabana).
- Complejidad organizada: este principio está destinado a simular la necesidad de una variabilidad controlada. Esto se hace en el diseño mediante la repetición, el cambio y los detalles arquitectónicos del edificio.
- Integración de partes: cuando las diferentes partes componen un todo, proporciona satisfacción a los ocupantes. Los elementos de diseño incluyen espacios interiores que utilizan límites claros y/o la integración de un punto focal central.[9]
- Espacios de transición: este elemento tiene como objetivo conectar los espacios interiores con el exterior o crear comodidad, al brindar acceso de un espacio a otro entorno, mediante el uso de porches, terrazas, atrios, puertas, puentes, fenestraciones y vestíbulos.
- Movilidad: la capacidad de las personas para moverse cómodamente entre espacios, incluso cuando son complejos; Proporciona una sensación de seguridad a los ocupantes y se puede lograr dejando claros los puntos de entrada y salida.
- Apego cultural y ecológico al lugar: La creación de un sentido cultural de lugar en el entorno construido crea una conexión e identidad humanas.  Esto se hace incorporando la geografía y la historia del área en el diseño. La identidad ecológica se realiza mediante la creación de ecosistemas que promueven el uso de la flora y fauna nativa.

Cada una de estas experiencias debe considerarse individualmente, cuando sean utilizadas en un proyecto, ya que desde la biofilia no existe una sola respuesta correcta para cada construcción. Los arquitectos y propietarios de proyectos edilicios deben colaborar para incluir los principios biofílicos que crean que se ajustan a su alcance y así llegar de manera más eficaz a sus ocupantes.

## Escala de ciudad
Timothy Beatley cree que el objetivo clave de las ciudades biofílicas es crear un entorno donde los residentes quieran participar activamente, preservar y conectarse con el paisaje natural que las rodea. Él estableció formas de alcanzar esto a través de un marco de infraestructura, gobernanza, conocimiento y comportamiento. Estas dimensiones también pueden ser indicadores de atributos biofílicos preexistentes que ya se pueden encontrar en nuestras actuales ciudades.
- Condiciones e infraestructura biofílica: La idea de que un cierto número de personas en un momento dado debe estar cerca de un espacio verde o parque. Esto se podría hacer mediante la creación de una red ecológica integrada, y senderos para caminar por toda la ciudad, la designación de ciertas porciones de área de tierra para vegetación y bosques, características de diseño de edificios verdes y biofílicos. y el uso de flora y fauna en toda la ciudad.[12]
- Actividades biofílicas: esto se refiere a la mayor cantidad de tiempo que se pasa al aire libre y visitando parques, períodos más largos al aire libre en las escuelas, mejor tráfico peatonal en la ciudad, mejor participación en jardines comunitarios y clubes de conservatorios, mayor participación en los esfuerzos de voluntarios locales.
- Actitudes y conocimientos biofílicos: en áreas con elementos de diseño biofílico urbano, habrá un número mejorado de residentes que se preocupan por la naturaleza y pueden identificar especies nativas locales. También aumenta la curiosidad de los residentes por sus ecosistemas locales.
- Instituciones biofílicas y gobernanza: los organismos gubernamentales locales asignan parte del presupuesto a la naturaleza y actividades biofílicas. Los indicadores de esto incluyen una mayor regulación que requiere principios de diseño más ecológicos y biofílicos, programas de subvenciones que promuevan el uso de la naturaleza y la biofilia, la inclusión de museos de historia natural y programas educativos, y una mayor participación de organizaciones no gubernamentales y grupos comunitarios enfocados en la naturaleza.

## Beneficios
Se argumenta que el diseño biofílico tiene una gran cantidad de beneficios para los ocupantes de los edificios y los entornos urbanos, al mejorar las conexiones con la naturaleza. Para las ciudades, muchos creen que la mayor defensa del concepto es su capacidad para hacer que la ciudad sea más resistente a cualquier factor de estrés ambiental que ella pueda enfrentar.

### Beneficios para la salud
Catherine Ryan y col. descubrió que elementos como los sonidos de la naturaleza mejoraron la salud mental un 37% más rápido que el ruido urbano tradicional después de la exposición a factores estresantes; el mismo estudio encontró que cuando los pacientes de cirugía estaban expuestos a aromaterapia, el 45% usaba menos morfina y el 56% usaba menos analgésicos en general. Otro estudio de Kaitlyn Gillis y Birgitta Gatersleben encontró que la inclusión de plantas en ambientes interiores reduce el estrés y aumenta la tolerancia al dolor; el uso de elementos acuáticos y la incorporación de vistas de la naturaleza también son reconstituyentes mentalmente para los ocupantes. Al investigar los efectos de la biofilia en pacientes hospitalarios, Peter Newman y Jana Soderlund descubrieron que al aumentar la calidad de la vista en las habitaciones del hospital se reduce la depresión y el dolor en los pacientes, lo que a su vez acorta la estancia hospitalaria de 3,67 a 2,6 días. En ciudades biofílicas, Andrew Dannenberg, et al. indicó que existen mayores niveles de conectividad social y mejor capacidad para manejar crisis vitales; esto ha resultado en niveles más bajos de violencia y agresión en la tasa de criminalidad. El mismo estudio encontró que la implementación de instalaciones al aire libre, como gimnasios improvisados como los «Green Gym» (en español: gimnasios verdes) del Reino Unido, permite a las personas ayudar a construir senderos para caminar, limpiar vegetación descuidada o follaje de plantas, y hacer ejercicio más fácilmente (caminar, correr, trepar, etc.). Se ha demostrado que esto genera capital social, aumenta la actividad física, mejora la salud mental y la calidad de vida de quienes participan. Además, Dannenberg, et alii también encontró que los niños que crecen en vecindarios verdes tienen niveles más bajos de asma. También se observaron menores tasas de mortalidad y disparidades de salud entre ricos y pobres en los vecindarios más verdes.

### Beneficios ambientales

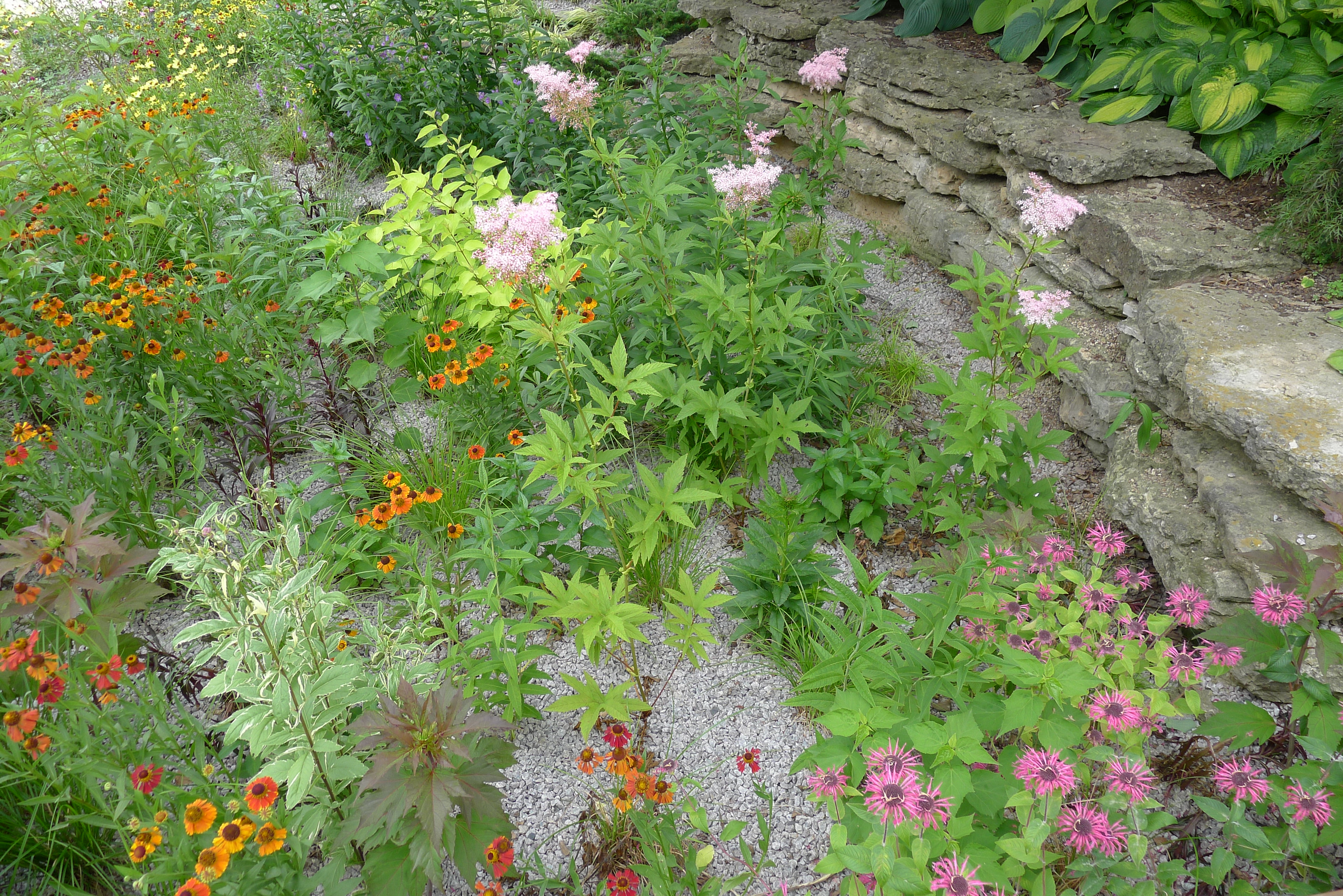
Ejemplo de un jardín de lluvia que aumenta la infiltración del agua

Algunos argumentan que, al agregar elementos naturales físicos, como plantas, árboles, jardines infiltrantes y techos verdes, al entorno construido, los edificios y las ciudades pueden administrar mejor la escorrentía de aguas pluviales ya que hay superficies menos imperviables y una mejor infiltración. Para mantener estos sistemas naturales de manera rentable, el exceso de aguas grises se puede reutilizar para regar las plantas y la vegetación; Las paredes y techos vegetales también disminuyen el agua contaminada, ya que las plantas actúan como biofiltros.
Agregar vegetación también reduce las emisiones de carbono, el efecto isla de calor y aumenta la biodiversidad. El carbono se reduce a través de la captura, precisamente del carbono, en las raíces de las plantas durante la fotosíntesis. Los techos y fachadas verdes y de alto albedo, y la sombra de calles y estructuras con vegetación pueden reducir la cantidad de absorción de calor que normalmente se encuentra en el asfalto o superficies oscuras. Esto puede reducir las necesidades de calefacción y refrigeración en un 25%, y reducir las fluctuaciones de temperatura en un 50%. Además, agregar fachadas verdes puede aumentar la biodiversidad de un área si se utilizan especies nativas. El Hospital Khoo Teck Puat en Singapur ha visto un resurgimiento de 103 especies de mariposas en el lugar, gracias al uso de vegetación en todo el exterior del edificio. 

### Beneficios económicos
La biofilia puede tener costos ligeramente más altos, debido a la adición de elementos naturales que requieren mantenimiento, artículos orgánicos de mayor precio, etc. Sin embargo, se cree que los beneficios para la salud y el medio ambiente percibidos niegan esto. Peter Newman descubrió que, al agregar diseños y paisajes biofílicos, ciudades como la ciudad de Nueva York pueden alcanzar ahorros cercanos a los 470 millones de dólares estadounidenses, debido al aumento de la productividad de sus trabajadores, y 1700 millones debido a la reducción en gastos para controlar la delincuencia. También encontraron que los escaparates de las tiendas en calles con mucha vegetación aumentaron el tráfico peatonal, y atrajeron a consumidores que probablemente estarían dispuesto a gastar un 25% más. El mismo estudio mostró que el aumento de la iluminación natural a través de tragaluces en una tienda, aumenta las ventas en un 40% (con una variación de +/- 7%).  Los inmuebles con diseño biofílico también se benefician de precios de venta más altos, y muchos se venden a un 16% más que los edificios convencionales.

### Sustentabilidad y resiliencia
A escala urbana, Timothy Beatley cree que el diseño biofílico permitirá que las ciudades se adapten mejor a las tensiones que se producen por los cambios climáticos y, por lo tanto, los entornos locales. Para mostrar mejor esto, creó un marco de ciudades biofílicas, donde se pueden tomar caminos para aumentar la resiliencia y la sostenibilidad de las ciudades. Esto incluye tres secciones: 
- Urbanismo biofílico: medidas físicas biofílicas y ecológicas que se pueden tomar para aumentar la resiliencia de la ciudad
- Capacidad de adaptación: cómo se adaptarán los comportamientos de la comunidad como resultado de estos cambios físicos
- Resultados resilientes: qué puede suceder. si se logran ambos pasos.

En la sección Urbanismo biofílico, una de las formas en que una ciudad puede aumentar la resiliencia es siguiendo la vía biofísica. Al salvaguardar y promover la inclusión de sistemas naturales, se aumenta la barrera protectora natural de la ciudad. Por ejemplo, Nueva Orleans es una ciudad que se ha construido sobre sus llanuras húmedas naturales y se ha expuesto a inundaciones. Se estima que si mantuvieran intactos los pantanos, la ciudad podría ahorrar $ 23 mil millones anuales en protección contra tormentas.
En la sección Capacidad de adaptación, Beatley afirma que el compromiso con el lugar y el camino al hogar crea entornos naturales estimulantes e interesantes para los residentes. Esto creará vínculos más fuertes con el hogar, lo que aumentará la probabilidad de que los ciudadanos cuiden el lugar donde viven. Va más allá al decir que en momentos de conmoción o estrés, es más probable que estas personas reconstruyan o apoyen a la comunidad en lugar de huir. Esto también puede incrementar la acción gubernamental para proteger la ciudad de futuros desastres.
Al alcanzarse el urbanismo biofílico y la capacidad de adaptación, Beatley cree que uno de los mayores resultados resilientes de este marco será una mayor adaptabilidad de los residentes. Debido a que los pasos que conducen a la resiliencia alientan a las personas a caminar al aire libre y participar en actividades, los ciudadanos se vuelven más saludables y están en mejor forma física; Se ha encontrado que quienes caminan en la naturaleza experimentan una disminución de la depresión, la ira y un mayor vigor, en comparación con quienes caminan en ambientes interiores.

## Uso en estándares de construcción
Dada la mayor información que respalda los beneficios del diseño biofílico, las organizaciones están comenzando a incorporar el concepto en sus estándares y sistemas de clasificación para alentar a los profesionales de la construcción a utilizar la biofilia en sus proyectos. A partir de ahora, los partidarios más destacados del diseño biofílico son WELL Building Standard y Living Building Challenge.

### Estándar de construcción WELL
El International WELL Building Institute utiliza el diseño biofílico en su WELL Standard como métrica cualitativa y cuantitativa. La métrica cualitativa debe incorporar la naturaleza (elementos ambientales, iluminación natural y cualidades espaciales), patrones naturales e interacción de la naturaleza dentro y fuera del edificio; estos esfuerzos deben documentarse a través de una narrativa profesional para ser considerados para la certificación.
Para la parte cuantitativa, los proyectos deben tener biofilia al aire libre (un 25% del proyecto debe tener terrenos ajardinados accesibles o jardines en la azotea y el 70% de ese 25% deben ser cultivos), biofilia interior (los almácigos y las macetas deben cubrir el 1% de la superficie de las áreas del piso y las paredes verdes deben cubrir el 2% del área del piso). Las características del agua (en proyectos de más de 100 000 pies cuadrados (9290 m2) debe tener una área de agua que sea de 1,8 m de altura o 4 m2 de superficie). La verificación se hace cumplir a través de cartas de garantía de los arquitectos y propietarios, y mediante comprobaciones in situ. En general, ambos tipos de métricas se pueden aplicar a todos los tipos de edificios que aborda el estándar WELL, con dos excepciones: la construcción del núcleo y la carcasa no necesitan incluir biofilia interior cuantitativa, y los interiores existentes no necesitan incluir interacción de naturaleza cualitativa.

### Living Building Challenge
El International Living Future Institute es el creador del desafío de la construcción viva: un estándar de construcción riguroso que tiene como objetivo maximizar el rendimiento del edificio. Este estándar clasifica el uso de un ambiente biofílico como un elemento imperativo en su sección de salud y felicidad. El desafío de la construcción viva requiere que se cree un marco que muestre lo siguiente: cómo el proyecto incorporará la naturaleza a través de características ambientales, luz y espacio, siluetas y formas naturales, patrones naturales y relaciones basadas en el lugar. El desafío también requiere que los ocupantes puedan conectarse con la naturaleza directamente a través de la interacción, dentro y fuera del edificio. Luego, estos se verifican mediante un procedimiento de auditoría preliminar.

## Críticas
El diseño biofílico se considera aún en pañales, ya que no se ha implementado en proyectos de construcción contemporáneos, hasta tiempos muy recientes. Debido a ello, ha habido poca investigación que explore los desafíos a largo plazo, los aspectos negativos e incluso los auténticos beneficios de la biofilia para edificios y ciudades.
Otras preocupaciones son los costos iniciales y de mantenimiento de los proyectos que implementan costosos principios de diseño biofílico. Esto podría deberse a la falta de investigación, al disponerse de poca información sobre el período en el que se logra efectivametne recuperar el dinero de los inversores. Otro problema son los precios de la tecnología necesaria, aunque se registra una eventual tendencia a la baja de dichos costos tecnológicos, en la medida en que el concepto se vuelve más común.

## Ejemplos de aplicación a escala edilicia

### La casa de la cascada

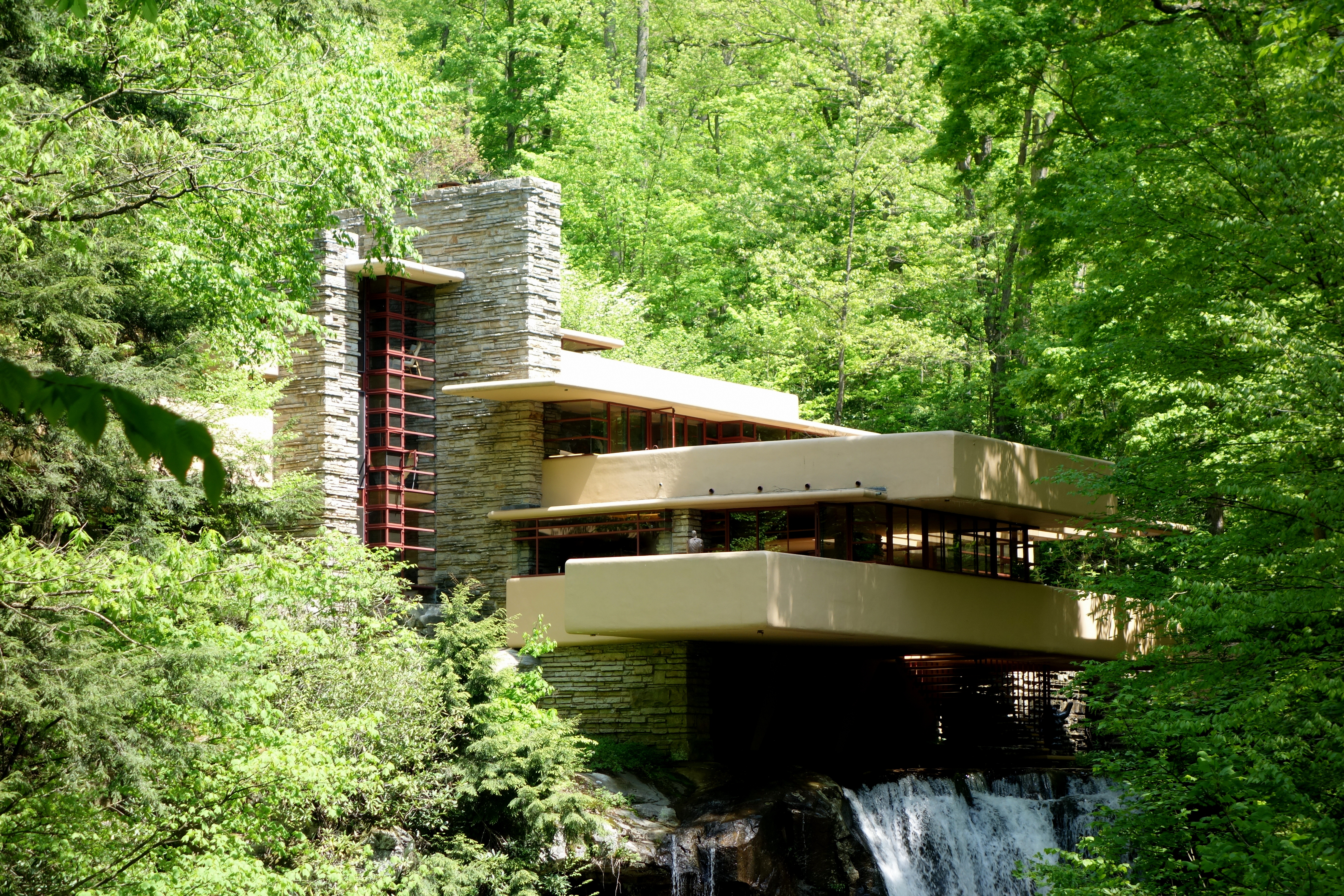
Casa de la cascada de Frank Lloyd Wright

La Casa de la cascada, uno de los edificios más famosos de Frank Lloyd Wright, ejemplifica muchas características biofílicas. La casa tiene conectividad de naturaleza humana a través del uso integrador de la cascada y el arroyo en su arquitectura; el sonido producido por el agua se puede escuchar en todo el interior de la casa.
Esto permite a los visitantes sentir que están «participando» de la naturaleza en lugar de solo «observarla», como si la cascada estuviera río abajo. Además, la estructura se construye alrededor del follaje existente y abarca la geología local, al incorporar una gran roca en el centro de la sala de estar. También hay muchas paredes de vidrio para conectar a los ocupantes con los bosques circundantes y la naturaleza al aire libre. Para mejorar el flujo del espacio, Wright incluyó muchos espacios de transición en el hogar (porches y terrazas); también mejoró las experiencias directas e indirectas de la naturaleza, mediante el uso de múltiples chimeneas y una gran cantidad de formas, colores y materiales orgánicos. El uso de los principios de diseño biofílico de Kellert es prominente en toda la estructura, a pesar de que esta casa fue construida antes de que se desarrollaran tales ideas.

### Hospital Khoo Teck Puat
Conocido como un "hospital jardín", KTP tiene una abundancia de plantas nativas y elementos acuáticos que rodean su exterior. Esta inclusión de vegetación ha aumentado la biodiversidad del ecosistema local, trayendo mariposas y especies de aves; la azotea del hospital también es utilizada por los residentes locales para cultivar productos . A diferencia de muchos otros hospitales, el 15% de los visitantes vienen a Khoo Teck Puat por motivos recreativos, como jardinería o relajación. El diseño detrás de este hospital fue aumentar la productividad de sus médicos, el bienestar de sus visitantes y aumentar el tiempo de curación y la resistencia al dolor de sus pacientes. Para hacer esto, los diseñadores incorporaron la vegetación desde el patio del hospital hasta los pisos superiores, donde los pacientes tienen balcones cubiertos de follaje perfumado.  El hospital está centrado en el estanque Yishun, y al igual que Fallingwater de Frank Lloyd Wright, los arquitectos hicieron de esta característica natural parte del hospital al hacer que el agua fluyera a través de su patio, creando la ilusión de que el agua se "extrajo" del estanque .  El hospital también utiliza la ventilación natural tanto como sea posible en áreas comunes y pasillos orientándolos en la dirección de los vientos dominantes norte y sureste; esto ha reducido el consumo de energía en un 60% y ha aumentado el flujo de aire en un 20-30%.  Esto crea entornos térmicamente adecuados tanto para los pacientes como para el personal médico. Usando las estrategias de Kellert anteriores, es evidente que la mayoría de las estrategias utilizadas para Khoo Teck Puat son experiencias directas en la naturaleza. El hospital también utiliza espacios de transición para que los ocupantes estén más conectados con el exterior y ha organizado la complejidad en todo su diseño arquitectónico general. KTP ha creado un sentido de lugar para los ocupantes y vecinos, ya que actúa como un lugar común tanto para quienes trabajan allí como para quienes viven cerca.

## Ejemplos de aplicación a escala urbana

### Singapur

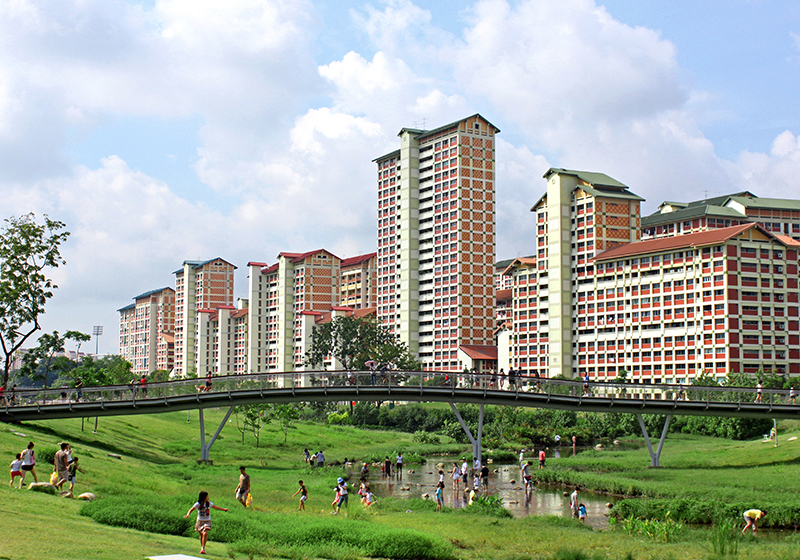
Parque Bishan-Ang Mo Kio, Singapur

Apodada una «ciudad en un jardín», Singapur ha dedicado muchos recursos para crear un sistema de reservas naturales, parques y conectores como los Southern Ridges, y calles bordeadas de árboles que promueven el regreso de la vida silvestre y reducen el efecto de isla de calor que a menudo se ve en los densos centros urbanos; El gobierno local está de acuerdo en que las dosis diarias de naturaleza mejoran el bienestar de sus ciudadanos. Para gestionar las aguas pluviales, el gobierno de Singapur han implementado el Proyecto del Parque Bishan-Ang Mo Kio, donde se excavaron los antiguos drenajes de agua de hormigón para la reconstrucción del río Kallang, lo cual permitió a los residentes de la zona disfrutar de los beneficios para la salud física y fisiológica de tener un espacio verde con agua. La reinvención del parque ha aumentado la biodiversidad del ecosistema local, con libélulas, mariposas, cálaos y nutrias de pelo liso que regresaron a la región de Singapur. El río también actúa como un sistema natural de gestión de aguas pluviales, al aumentar la infiltración y el movimiento del exceso de agua.

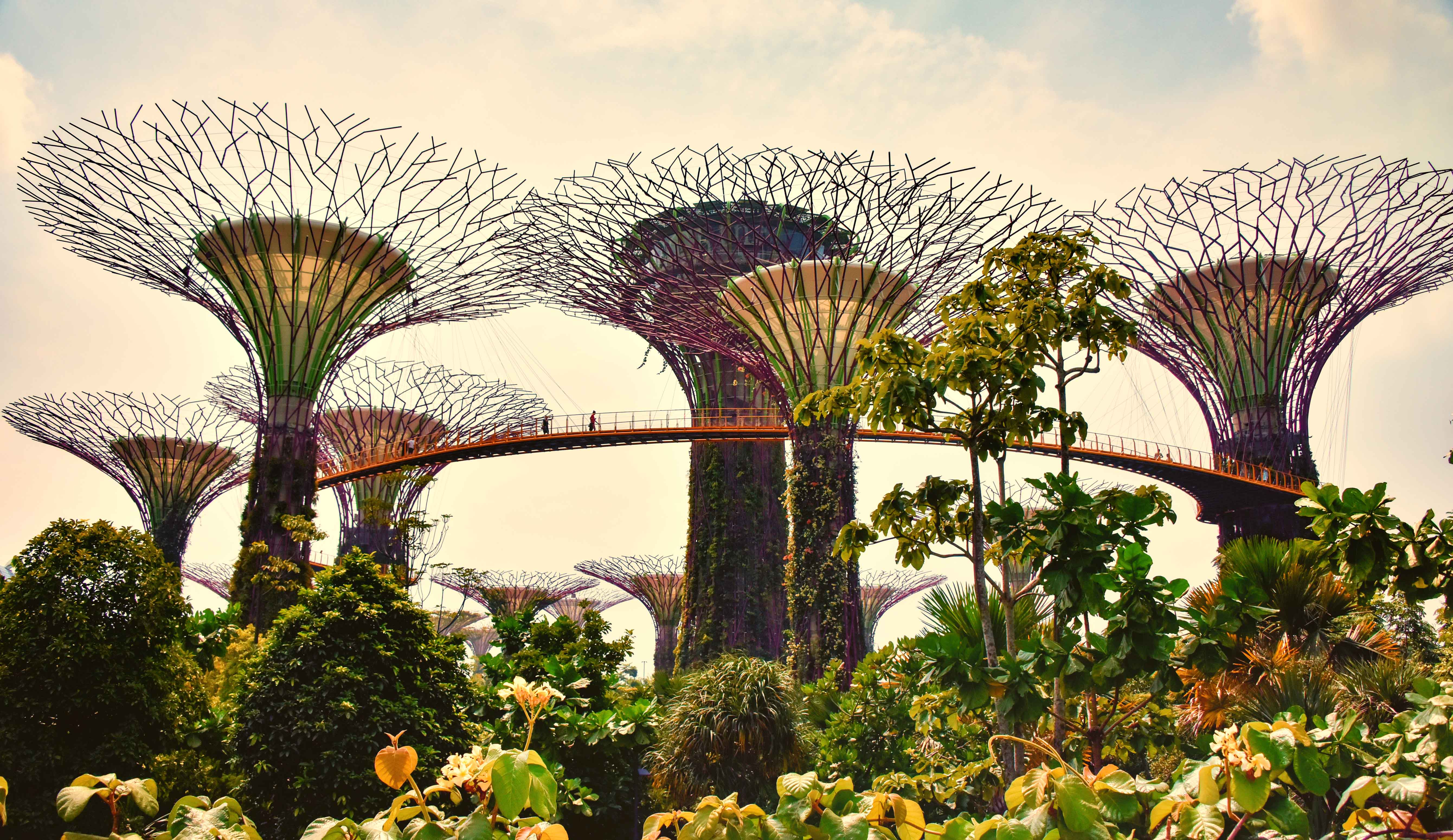
Supertree Grove, Singapur

### Oslo, Noruega

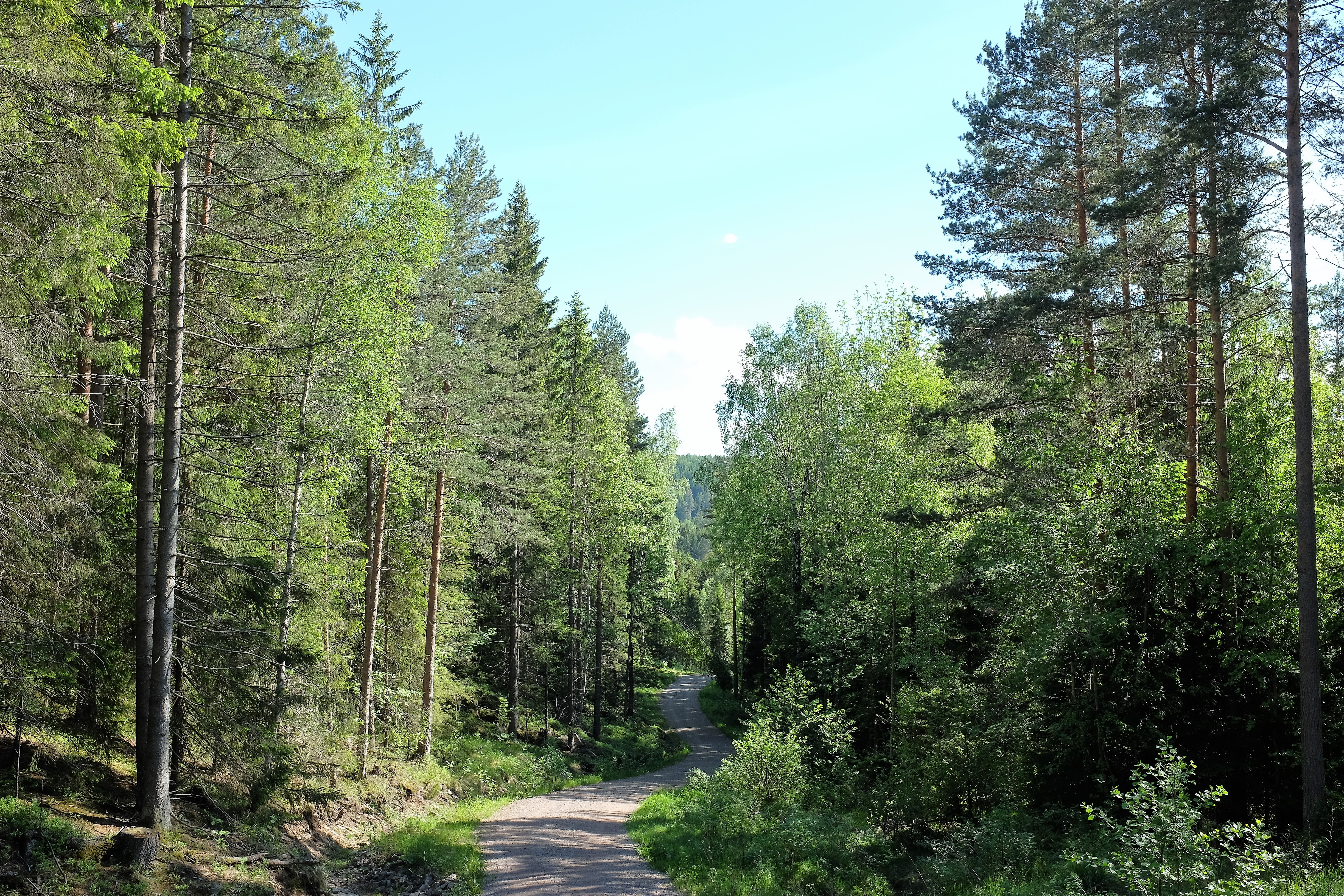
Sendero natural en el paisaje protegido de Maridalen, Oslo

Oslo se encuentra entre el fiordo de Oslo. Los bosques son una característica importante de este municipio. Más de dos tercios de la ciudad son bosques protegidos. En encuestas recientes, más del 81% de los residentes de Oslo dijeron que habían ido a estos bosques al menos una vez en el último año. Estos bosques están protegidos, ya que Oslo se adhiere a la norma ISO14001 para su gestión forestal: los árboles están controlados según los estándares de «bosque vivo», lo que significa que la recolección limitada es aceptable. 
Para conectar la ciudad con sus fiordos, el gobierno de Oslo ha iniciado el proceso de poner sus carreteras bajo tierra en túneles. Esto, combinado con la construcción de una arquitectura estéticamente creativa (Proyecto Barcode) en los senderos del paseo marítimo, está transformando esta área en un lugar donde los residentes pueden disfrutar de las vistas despejadas del fiordo. Oslo tiene un «Plan de acción contra el ruido» para ayudar a aliviar los niveles de ruido urbano. Algunas de estas áreas (en su mayoría recreativas) tienen niveles de ruido tan bajos como 50 dB.